# كتيبة دلوية

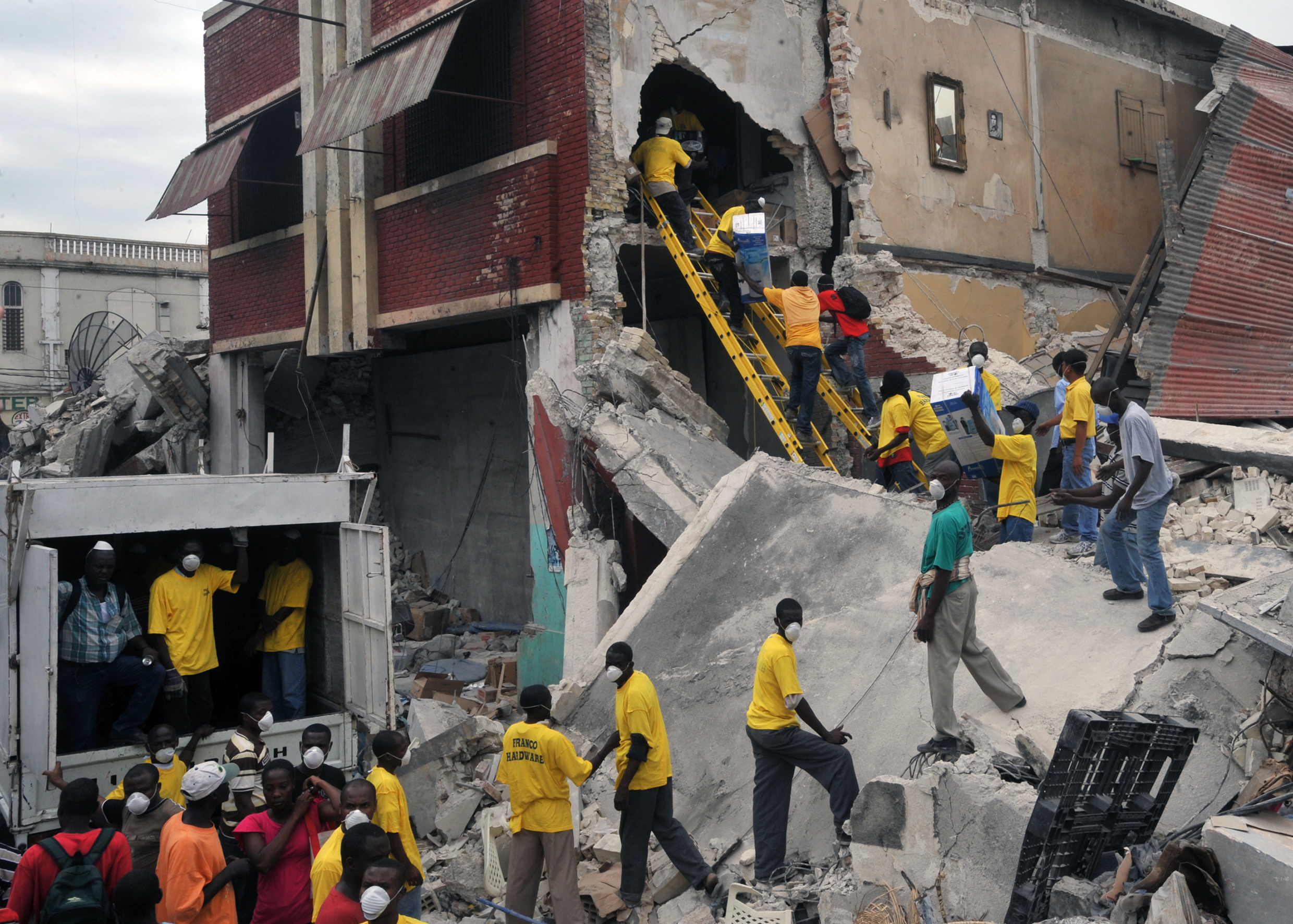
سلسلة بشرية تفرغ مستودعًا بعد زلزال هايتي عام 2010.

الكتيبة الدَّلْوِيَّة أو فريق الدلاء هي طريقة لنقل المواد من شخص إلى آخر. ويجري النقل من شخص مكانه ثابت إلى الذي يليه. وهذه الطريقة كانت مهمة في إخماد الحرائق قبل ظهور عربات إطفاء الحرائق اليدوية، إذ كان رجال الإطفاء يمرروا الدلاء إلى بعضهم بعضا لإطفاء الحريق. ولا تزال هذه الطريقة شائعة للآن باستخدام الالات لنقل المياه والإمدادات أو مواد أخرى، وتحتاج إلى عدد كبير من رجال إطفاء مؤهلين لتغطية المساحة.

## تطبيقات على فكرة الكتيبة الدلوية
لقد كانت فكرة الكتيبة الدلوية سببا في ظهور وسائل تقنية متنوعة مثل جهاز الكتيبة الدلوية، ومصطلح «الكتيبة الدلوية» يستخدم أيضا في  نوع معين من استلام الطلبيات في مراكز التوزيع.  حيث يجري تجهيز طلب العميل ونقله من مسلم إلى آخر، وعندما ينتهي آخر شخص في الخط من الاستلام والتسليم يبدأ العمل على الطلب التالي إلى حين الوصول وتسليمه للأخير وهكذا دواليك حتى تصل الطلبية إلى آخر شخص في الخط، والذي بدوره يبدأ باستلام طلبية جديدة كاملة فور الانتهاء من الأخيرة.
توجد تطبيقات مماثلة لفكرة الكتيبة الدلوية لخطوط الإنتاج.

## روابط خارجية
- One-minute video about Colonial American firefighting with bucket brigades